# 520 př. n. l.

## Události
- Kolem tohoto roku založil král Dareios město Persepolis

## Hlava státu
Perská říše:
- Dareios I.